# Al-Kafat
Al-Kafat (tiếng Ả Rập: الكافات) là một ngôi làng Syria nằm trong phó huyện Salamiyah thuộc huyện Salamiyah của Tỉnh Hama. Theo Cục Thống kê Trung ương Syria (CBS), al-Kafat có dân số 1.893 trong cuộc điều tra dân số năm 2004. Cư dân của nó chủ yếu là người Ismailis.
Al-Kafat được thành lập vào năm 1870 bởi những người nông dân Ismaili từ Akkar ở miền bắc Lebanon ngày nay. Ban đầu, họ bắt đầu canh tác ở khu vực xung quanh al-Kafat, nhưng chủ yếu sống ở Salamiyah gần đó, trung tâm của cuộc sống Ismaili ở Syria. Akkari Ismailis của Salamiyah đã bị buộc rời khỏi vùng đất của họ vào giữa thế kỷ 19 theo lệnh của tiểu vương Ismaili (hoàng tử) của thành phố, người đã giao đất bị tịch thu từ họ cho người thân của mình. Một phần của Akkaris trở về Akkar, trong khi những người khác tiếp tục thành lập al-Kafat, nơi trở thành vùng ngoại ô thịnh vượng của Salamiyah.